# 紐 (松本清張)
「紐」（ひも）は、松本清張の小説。「黒い画集」第5話として『週刊朝日』に連載され（1959年6月14日号 - 8月30日号）、1959年12月に単行本『黒い画集2』収録の一編として、光文社より刊行された。
過去6度テレビドラマ化されている。

## あらすじ
小田急小田原線を望む多摩川の河川敷で、42・3歳の男の絞殺死体が発見された。被害者の姉・青木シゲや妻・梅田静代によると、殺された梅田安太郎は、岡山県の津山で神主をしていたが、東京で危険な事業に乗り出そうとしていたという。捜査主任の田村警部は周辺人物の行動を追跡するが、情報の乏しさ・アリバイの成立などにより、捜査はいったん暗礁に乗り上げる。

## テレビドラマ

### 1960年版
1960年7月4日と7月11日と7月18日、KRテレビ（現・TBS）系列の「ナショナル ゴールデン・アワー」枠（20:30-21:00）、「松本清張シリーズ・黒い断層」の第1作として、3回にわたり放映。
キャスト
- 北村和夫
- 芦田伸介
- 千石規子
- 寺島信子
- 石田茂樹
- 河村弘二
- 河野秋武

スタッフ
- 脚本：白坂依志夫
- プロデューサー：逸見稔
- 監督：石川甫
- 制作：KRテレビ

| KRT（現：TBS）系列 ナショナル ゴールデンアワー （松本清張シリーズ・黒い断層） | KRT（現：TBS）系列 ナショナル ゴールデンアワー （松本清張シリーズ・黒い断層） | KRT（現：TBS）系列 ナショナル ゴールデンアワー （松本清張シリーズ・黒い断層） |
| 前番組                                                                        | 番組名                                                                        | 次番組                                                                        |
| ----------------------------------------------------------------------------- | ----------------------------------------------------------------------------- | ----------------------------------------------------------------------------- |
| 銭形平次 捕物控 （1958.7.7 - 1960.6.27）                                      | 紐 （1960.7.4 - 18）                                                          | 一年半待て （1960.8.1 - 8）                                                   |

### 1962年版
1962年11月22日と11月23日（22:15-22:45）、NHKの「松本清張シリーズ・黒の組曲」の1作として2回にわたり放映。
キャスト
- 梅田静子：岸田今日子
- 戸田正太：片山明彦
- 近藤準
- 渥美刑事：内田稔
- 青木良作：竜岡晋
- 青木シゲ：北城真記子
- 田村警部：陶隆
- 医師：天本英世
- 坂本和子

スタッフ
- 脚色：川崎九越
- 音楽：別宮貞雄
- 演出：中山たかし
- 制作：NHK

### 1979年版
「松本清張の紐・恐怖の大回転遊覧車」。1979年11月24日、テレビ朝日系列の「土曜ワイド劇場」枠（21:02-22:51）にて放映。視聴率15.8％（ビデオリサーチ調べ、関東地区）。
キャスト
- 戸田正子：酒井和歌子
- 江藤欣一：中条きよし
- 原刑事：中山仁
- 梅田安太郎：河原崎長一郎
- 梅田静子：宇津宮雅代
- 青木義朗、小林昭二、三戸部スエ、今井健二、高品格、岡部健、山口恵子、桐島好夫、麻美あい、山崎満、牧野晴美、友近恵子、酒井栄子、篠原靖夫、半田晶子、三沢もとこ、大竹あかね、内海映子、菅野史一、加島潤、オスマン・ユセフ、エンベル・アルテンバイ、沖秀一、城戸卓

スタッフ
- 脚本：吉田剛
- 監督：水川淳三
- 音楽：津島利章
- プロデュース：関口恭司、佐々木孟
- 制作：松竹

### 1985年版
「松本清張の黒い画集・紐」。1985年10月4日、フジテレビ系列の「金曜女のドラマスペシャル」枠（21:03-23:22）にて放映。視聴率16.0％（ビデオリサーチ調べ、関東地区）。
キャスト
- 浅丘ルリ子
- 近藤正臣
- 佐藤允
- 井川比佐志
- 丘さとみ
- 小林昭二
- 真山知子
- 丹波義隆
- 立石凉子
- 高峰圭二
- 久富惟晴
- 林家珍平
- 頭師孝雄
- 稲垣昭三
- 志賀圭二郎

スタッフ
- 脚本：竹山洋
- 監督：富本壮吉
- 制作：大映テレビ、霧企画

### 1996年版
「松本清張特別企画・紐」。1996年7月1日、TBS系列の「月曜ドラマスペシャル」枠（21:00-22:54）にて放映。視聴率19.3％（ビデオリサーチ調べ、関東地区）。DVD化されている。
キャスト
- 梅田静子：名取裕子
- 梅田安太郎：内藤剛志
- 袴田恭三：風間杜夫
- 青木ます子：渡辺えり子
- 平井文吉：室田日出男
- 不破万作
- 三浦浩一
- 鶴田忍
- 大林丈史
- 小鹿番
- 片岡富枝
- 坂田雅彦
- 真山章志
- 瀬戸陽一朗
- 溝上朗生
- 沼崎悠
- 熊谷美香
- 遠藤靖
- てらだちなつ
- 高橋一夫

スタッフ
- 脚本：金子成人
- プロデューサー：富田勝典（VSO）、中川善晴（TBS）、林悦子（霧企画）
- 監督：大岡進
- 音楽：奥慶一
- 照明：田淵博
- 編集：新井孝夫
- ロケ協力：津山国際ホテル、関西ペイント ほか
- 音楽協力：日音
- 制作：VSO、TBS、霧企画

### 2005年版
「松本清張特別企画・黒い画集～紐」。2005年1月9日、BSジャパンの「BSミステリー」枠（21:00-22:54）にて放映。地上波では、同年1月12日、テレビ東京系列の「女と愛とミステリー」（20:54-22:48）4周年記念スペシャルとして放映。
キャスト
- 梅田静代：余貴美子
- 田村聡介：大地康雄
- 梅田安太郎：内藤剛志
- 青木繁子：真野響子
- 青木良作：石橋蓮司
- 難波達郎：萩原流行
- 原雅志：山田純大
- 吉野清美：小沢真珠
- 小林健吾：田中隆三
- 田村美鈴：根岸季衣
- 三枝隆司：斎藤歩
- 戸田順：関貴昭
- 有福正志
- 山口眞司
- 尾上紫
- 阪本浩之
- 山崎健二
- 井出みな子
- 住若博之
- 内田健介
- 植田健
- 山内紅実
- 藤成百加
- 木村準
- 内山千春
- 相澤竜成
- 林利通

スタッフ
- 脚本：田中晶子
- 監督：松原信吾
- 音楽：川崎真弘
- 選曲：合田豊
- 法律監修：成田茂
- 神事監修：波除稲荷神社
- ロケ協力：佐渡市観光商工課、佐渡汽船　ほか
- 技術協力：神奈川メディアセンター
- チーフプロデューサー：小川治
- プロデューサー：佐々木淳一
- 制作：テレビ東京、BSジャパン、ナック、松竹